# Карабиць Іван Федорович

Надгробок Івана Карабця на Байковому кладовищі в Києві.

Іва́н Фе́дорович Кара́биць  (17 січня 1945, Ялта, Донецька область — 20 січня 2002) — український композитор, диригент, музично-громадський діяч. Народний артист Української РСР (1991). Почесний громадянин Торецька.

## Біографія
Народився 17 січня 1945 року у грецькій родині в селі Ялта Першотравневого району Донецької області. У ранньому дитинстві разом з батьками виїхав з Ялти. Подальше його життя пройшло в Дзержинську, Бахмуті, Києві та гастрольних поїздках.
У 1959—1963 рр. навчався в Артемівському музичному училищі (нині Бахмутський коледж мистецтв імені Івана Карабиця), закінчив його по класу фортепіано.
У 1971 році закінчив Київську державну консерваторію (тепер Національна музична академія України) за фахом композиція по класу проф. Б.Лятошинського та в 1975 році аспірантуру під керівництвом М.Скорика
1968—1975 рр. — диригент ансамблю пісні і танцю Київського військового округу.
З 1983 року  — викладач кафедри композиції Київської консерваторії (з 1998 року — професор)
1989—2001 рр. — музичний директор міжнародного фестивалю Київ Музик Фест. Член Національної комісії з питань культури при ЮНЕСКО. Професор Національної музичної академії України. Серед учнів Івана Карабиця — Вікторія Польова, Андрій Бондаренко, Олена Ільницька
У 1994—2000 рр. — художній керівник Національного ансамблю солістів «Київська камерата», фундатор циклу концертів «Час камерати».
Лауреат республіканської комсомольської премії імені Островського (1978), Лауреат всесоюзного композиторського конкурсу, Заслужений діяч мистецтв УРСР (1974), Народний артист Української РСР (1991).

## Творчість
Сам Іван Карабиць у листі до Вірка Балея так визначав свої стильові орієнтири:
|  | Дорогий Вірко! Як композитор я формувався у 60 – 70-і роки під враженнями від музики минулих часів та музики ХХ століття. З властивістю молодості бував дещо категоричним в оцінках зв’язку між традиційним і новим. Хотілося більше “свіжого повітря”. У радянські часи ми здобували фундаментальну освіту, але не були достатньо інформовані, що діється у багатогранному музичному світі. Треба було багато долати на цьому шляху. Гадаю, що тут є підстава не вважати себе консерватором. Подальший мій творчий шлях не відрізнявся прихильністю до застарілого, віджилого, ворожим ставленням до нового, прогресивного. Моїй музиці, я гадаю, притаманне прагнення до синтезу різних музичних джерел. Я переконаний, це може давати несподівані вирішення багатьох художніх завдань. І це не є еклектика, а спосіб мислення. Стоячи на порозі нового тисячоліття, дивимося уперед, прогнозуємо, а також оцінюємо та аналізуємо минуле. Ми усі стомлені “бігом” і тому не спішимо проститися з тим, що було… А було дуже багато такого, без чого нам не вижити у новому часі. Можу тому усе більше хочеться писати щиріше, зрозуміло багатьом, водночас лишаючись собою… На мою думку, Малер, Лятошинський, Стравинський, Шостакович, “нововіденці»” та деякі сучасні композитори – це ті імена, що мають вплив на мою музику. Синтетичний вплив. Найважнішими своїми творами (а у цьому мене переконує їх активне життя) вважаю: Концерт для хору та оркестру “Сад Божественних пісень”; Симфонія “5 пісень про Україну”, 2-й концерт для оркестру, 3-й концерт для оркестру; Симфонія для струнних |

Л. Кияновська відмічає, що усіх композиторів, що справили вплив на творчість Карабиця об'єднує пассіонарність та «позакон'юнктурна» позиція, готовість радше конфронтуватися з офіційно прийнятими канонами мистецтва, аніж зрадити свої переконання й ідеали, ця позиція була близькою І. Карабицю. Разом з тим помітний вплив на творчість І. Карабиця справив його вчитель Б. Лятошинський, а також група його учнів-однодумців — В. Сильвестров, Л.Грабовський, В.Годзяцький, В.Губа, Є.Станкович, О.Кива, які завдяки особистим контактам І. Блажкова з композиторами Західної Європи (зокрема, П. Булезом, Е. Варезом), отримали можливість вивчати новітні стилістичні течії, а також навчились нехтувати «кон'юнктурою, якою б привабливою вона не видавалась і які б райдужні перспективи не обіцяла». На думку О. Берегової, у жанрово-стильовому і стилістичному аспектах композитор завжди виявляв широту й універсальність творчого мислення, новаторський підхід до традиційних музичних жанрів і форм.
Твори раннього періоду відрізняються експресивністю музичної мови та пошуком індивідуального стилю, композитор вільно використовував додекафонію. Переважають камерні твори , серед яких — твори неофольклорного спрямування: «Три пісні на народні тексти» для голосу і фортепіано (1969), вокальний цикл «Пісні Явдохи Зуїхи» для голосу, флейти та альта, п'єса «Музика» для скрипки соло (1974).
У 70-80-і роки визначилося тяжіння композитора до масштабних музичних побудов, переважають симфонічні та вокально-симфонічні жанри (Концерт для хору, солістів і симфонічного оркестру «Сад божественних пісень» на вірші Г. С. Сковороди, опера-ораторія «Київські фрески», три концерти для оркестру), характерна філософська та громадянська тематика (теми Батьківщини, пам'яті, морального обов'язку). Вокально-симфонічні твори Івана Карабиця тяжіють до понятійної конкретності, видовищності — на це спрямовані драматургічні функції оповідача, самостійна і досить активна роль поетичного компоненту, програмна точність музичного вираження, жанрова асоціативність, темброва драматургія і т. ін.
Універсальність музичної мови творів наступного періоду визначилась синтезом різних елементів сучасних композиторських технік (пуантилізму, алеаторики, сонористики) у поєднанні із новотональною та новомодальною звуковисотною організацією, перетином різних стильових тенденцій (неокласицизму, необароко, неоімпресіонізму, джазової лексики). В образній сфері посилюється трагічне начало та актуалізується тема покаяння (Концерт № 3 «Голосіння», Концерт-триптих для оркестру), по-новому зазвучала пантеїстична тема («Music from Waterside»).
Симфонічний оркестр Держтелерадіо України під керівництвом Вадима Гнєдаша та Володимира Сіренка записав ряд його творів у фонд українського радіо. Деякі твори І.Карабиця виконувалися оркестром у Франції та Іспанії.

## Громадська діяльність

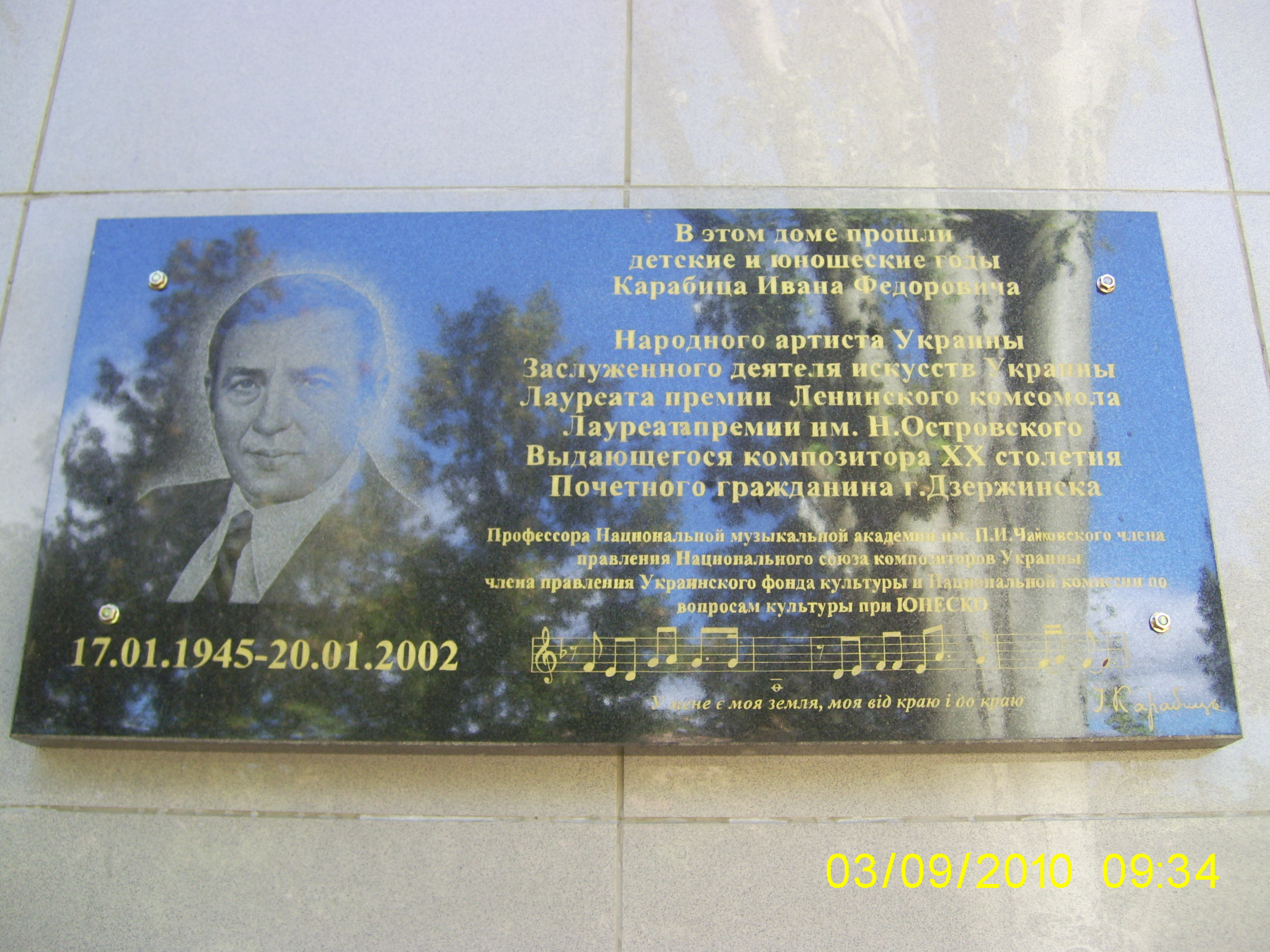
Меморіальна дошка, місто Торецьк

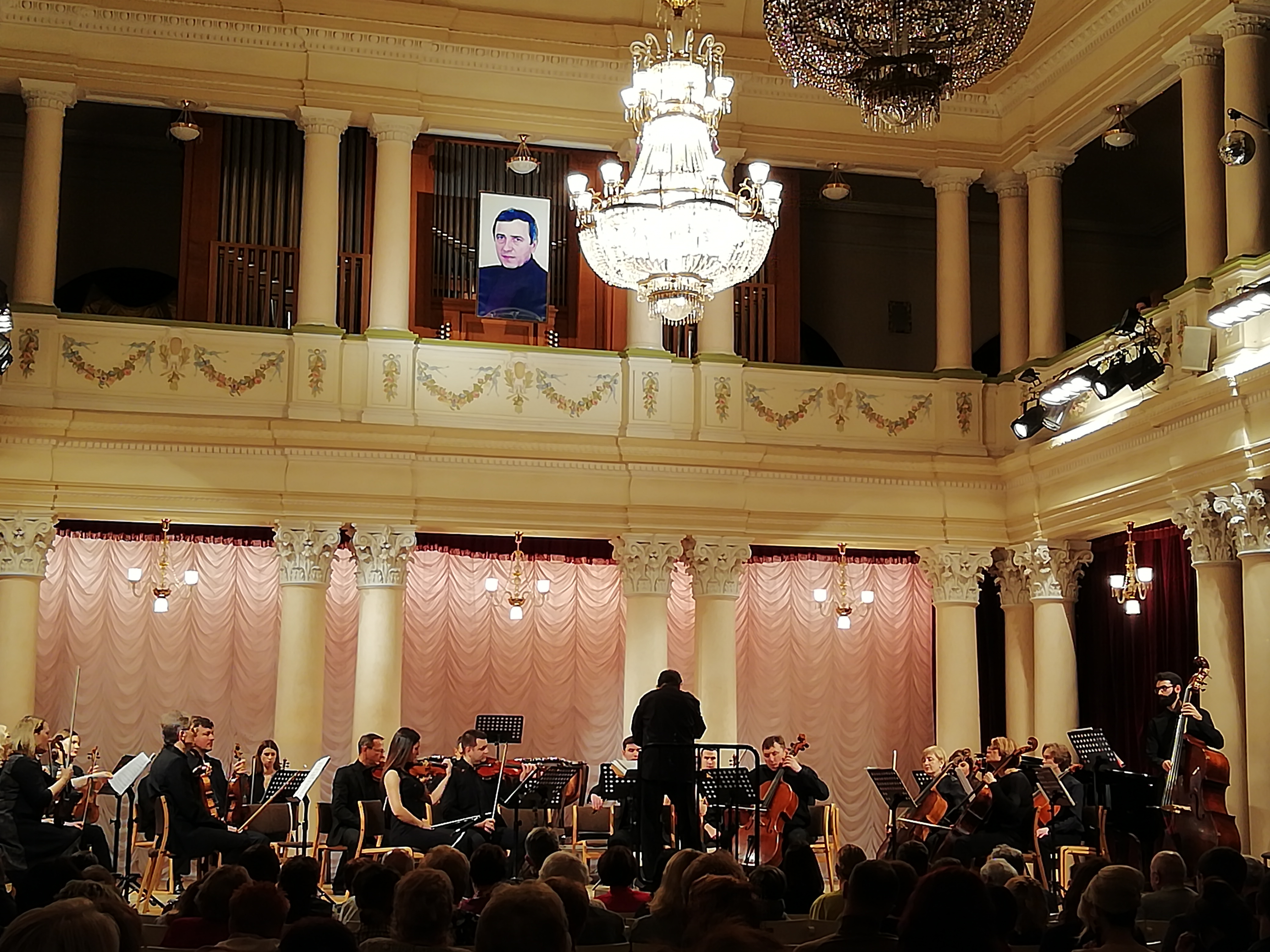
Концерт до 75-річчя в Національній філармонії України

За характеристикою Г. Єрмакової І. Карабиць «був діячем культури, у прямому сенсі цих слів, діячем нового покоління — із сучасним, широким поглядом на світ, тим, що вміє передбачати спрямовані вже у XXI столітті тенденції його розвитку, а тому мислити і чинити далекоглядно стратегічно». За спогадами дружини композитора, М. Копиці, «особливості І. Карабиця як діяча не можна звести до однієї-двох потужних акцій у розбудові культурного організму в Україні. В архіві композитора є чернетка середини 1980-х років, у якій зафіксовано його функціональні обов'язки громадського призначення — це і багатоскладова робота у Спілці композиторів, на українському і загальносоюзному рівні, праця у товариствах „Знання“ і „Дружби і культурного зв'язку з зарубіжними країнами“, у правлінні Фонду культури і Фонду допомоги у ліквідації аварії на Чорнобильській АЕС <…> робота голови Київського міського джаз-клубу <…> Перелік можна продовжувати»

Був одним з фундаторів Українського фонду культури

## Пам'ять
- 2004 року розпорядженням КМ № 66-р від 11.02.2004 ім'я Івана Карабиця присвоєно Артемівському музичному училищу (нині — Бахмутський коледж мистецтв) та Дитячій музичній школі м. Дзержинськ (нині — Торецьк).
- 29 серпня 2010 року в місті Торецьку, Донецька область, на будинку, в якому пройшли ранні роки Івана Федоровича та жила його мати, встановлена меморіальна дошка.
- З 2003 року в Бахмуті (Артемівську) проводиться Відкритий конкурс української фортепіанної та вокальної музики імені Івана Карабиця [Архівовано 20 грудня 2018 у Wayback Machine.][11].
- З 2011 року у Києві щорічно проводиться конкурс молодих композиторів імені Івана Карабиця[12][13].
- Ім'я І.Карабиця носить Музична школа сценічного виховання на Позняках (м. Київ)[14].
- У 2024 році в містах на Донеччині — Торецьку та Костянтинівці з'явилися вулиці на ім'я Івана Карабиця.

## Список творів
| - симфонії — № 1 «5 пісень про Україну» (1974), № 2 (1977), - концерти для оркестру — № 1(1981),№ 2(1986),№ 3(1989) - «Присвячена Жовтню» (симфонічна прелюдія, 1977) - Тріумфальна увертюра (1980) - балет «Героїчна симфонія»(1982) - «Сад божественних пісень» на вірші Г. Сковороди для хору, солістів та симфонічного оркестру (1971) - «Vivere memento» («Пам'ятай жити») на вірші І. Франка для баса і симфонічного оркестру (1970) - «Мій рідний Донбас» (1980) - «Київські фрески» опера-ораторія на вірші Б. Олійника для солістів, хору та симфонічного оркестру - «Молитва Катерини» на вірші К. Мотрич для чтиці, дитячого хору та симфонічного оркестру (1993) - «Ювілейна кантата» на вірші М. Руденка для солістів, хору та симфонічного оркестру - концерти для фортепіано з оркестром — № 1(1968),№ 2(1971) - 5 музичних моментів для ф-но з оркестром (1999) - концерт для віолончелі з оркестром (1968) - Квінтет (1966) - Український сувенір (1980) - «Святковий Київ» (1980) - «Симфонія праці» (1981) - Симфоніетта для струнних (1967) - Симфонія № 3 для струнних - Концертіно для камерн. оркестру (1970) - Концерт-триптих для струнних (1996) - Віо-серенада (2000) для струнного оркестру - «Три українські пісні» для хору та фортепіано (1969) - «Пастелі» вокальний цикл на слова П. Тичини для сопрано і ф-но (1970) - «З пісень Хіросіми» цикл на вірші Е. Йонеди для сопрано і флейти - «Повісті» вокальний цикл на тексти А. Куліча для баритону і ф-но (1975) - «З лірики М. Рильського» цикл пісень для мецо-сопрано і ф-но (1976) - «На березі вічності» цикл пісень на вірші Б. Олійника - «Мати» цикл на вірші Б. Олійника для голосу та фортепіано - Сонатина для фортепіано (1967) - «Музика» для скрипки соло (1972) - 24 прелюдії для ф-но (1976) - «Вальс» для альта соло (1982) | - Сонати для віолончелі і ф-но — № 1 (1968),№ 2 (1972) - «Ліричні сцени» для скрипки і ф-но (1970) - концертна сюїта для скрипок (1973) - Струнний квартет (1973) - Концертний дивертисмент для 6 виконавців (1975) - Експромт для альта і ф-но (1976) - «Диско-хоровод» для кларнету і ф-но (1981) - Концертино для 9 виконавців (1983) - Про що співає річка для 7 виконавців (1993) - «Інтродукція та колізія» для 2 скрипок та ф-но (1993) - «музика з вотерсайду» для флейти, кларнета, скрипки, ф-но та ударних (1994) Фільми: - «Вулиця тринадцяти тополь» (1969) - «Комісари» (1970) - «Відкрий себе» (1972) - «Земні та небесні пригоди» (1974) - «Острів юності» (1976) - «Дачна поїздка сержанта Цибулі» (1979) - «Житіє святих сестер» (1982) - «Без року тиждень» (1982, т/ф) - «Тепло студеної землі» (1984, 2 с) - «Іванко і цар Поганин» (1984, т/ф) - «Дива в Гарбузянах» (1985, т/ф) - «Поранені камені» (1987, т/ф, 3 с) - «Дорога до пекла» (1988) - «Із житія Остапа Вишні» (1991) - «Партитура на могильному камені» (1995) - «На полі крові. Aceldama» (2001) та ін. Мультфільми: - «Зубна билиця» (1972) - «Була у слона мрія» (1973) - «Хлопчик з вуздечкою» (1974) - «Півник і сонечко» (1974) - «Ниточка і кошеня» (1974) - «Тато, мама і золота рибка» (1976) - «Хто в лісі хазяїн?» (1977) - «Каїнові сльози» (1980) - «Крилатий майстер» (1981) - «Дощику, дощику, припусти!» (1982) - «Журавлик» (1982) - «Як було написано першого листа» (1984) - «Жили-пили» (1985) - «Різнокольорова історія» (1986) - «Різдвяна казка» (1993) |